# Václav Šára (generál)
Václav Šára (27. března 1893 Struhaře – 1. října 1941 Praha), byl český legionář, brigádní generál a později velitel odbojové organizace Obrana národa.

## Život
Za první světové války nejdříve navštěvoval školu pro záložní důstojníky v Innsbrucku. S 16. pěším plukem se pak účastnil bojů na východní frontě. Dostal se do ruského zajetí a později jako legionář bojoval u Zborova a velel obrněnému vlaku Orlík. Pro svou odvahu byl přezdíván „černý ďábel“. Do Československa se vrátil až v roce 1920, v hodnosti kapitána. Do hodnosti brigádního generála byl povýšen v roce 1934. 
Po okupaci Československa a vyhlášení protektorátu se zapojil do protifašistického odboje. Od roku 1940 (poté, co byl zatčen generál Hugo Vojta, dosavadní velitel) řídil zemské velitelství Obrany národa pro oblast Čechy. V září 1941 byl zatčen a vyslýchán v Petschkově paláci. 27. září 1941 se zastupujícím říšským protektorem stal Reinhard Heydrich, ihned vyhlásil civilní výjimečný stav a začal podepisovat rozsudky smrti. Generál Václav Šára byl popraven 1. října 1941 v pražských ruzyňských kasárnách. 
Dne 29. dubna 1922 si v Praze vzal za manželku Emílii Keprtovou. Zemřel bezdětný. V některých pramenech je chybně uveden syn Milan, jedná se však o omyl vzniklý záměnou Václava Šáry za Miloslava Šáru, který byl popraven za vedení odbojové organizace KOS.  

## Vyznamenání
| Kříž sv. Jiří – IV. stupeň                 | Kříž sv. Jiří, IV. stupeň                  |
| Válečný kříž                               | Válečný kříž                               |
| Válečný záslužný kříž                      | Válečný záslužný kříž                      |
| Československá revoluční medaile           | Československá revoluční medaile           |
| Československý válečný kříž 1914–1918      | Československý válečný kříž 1914–1918      |
| Medaile vítězství                          | Československá medaile Vítězství           |
| Řád rumunské koruny, III. třídy – Komandér | Řád rumunské koruny, III. třídy – Komandér |
| Řád zářícího nefritu, I. třídy             | Řád zářícího nefritu, I. třídy             |
| Československý válečný kříž 1939           | Československý válečný kříž 1939           |

Václav Šára
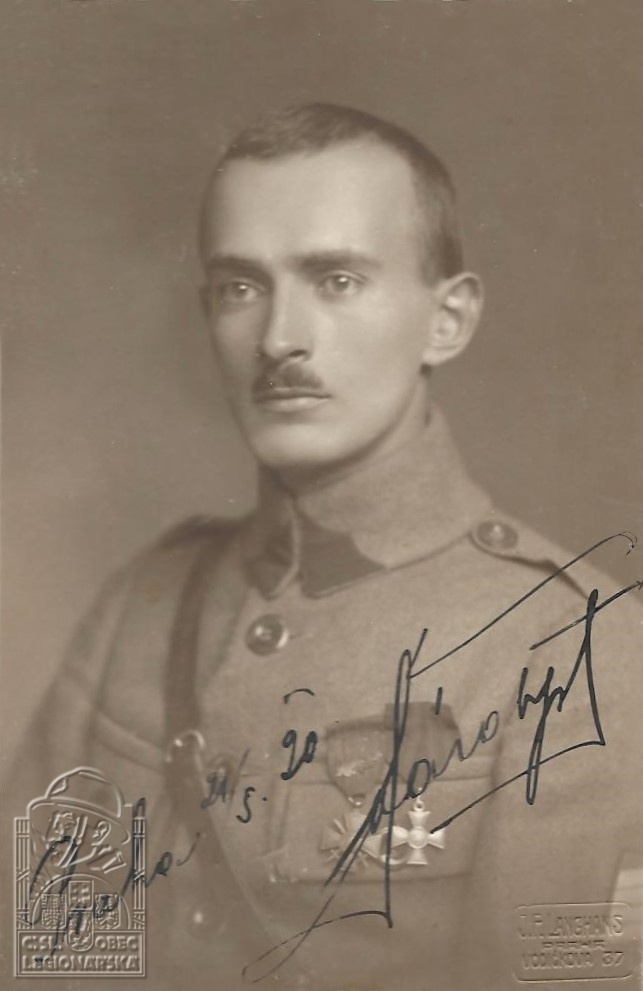
V legionářské uniformě (květen 1920)
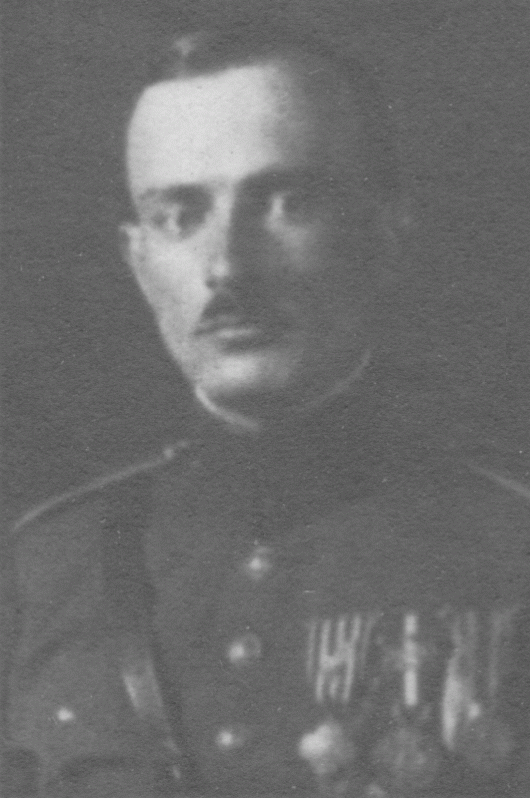
V hodnosti štábního kapitána jako frekventant Válečné školy v Praze, ročník 1922/1923 na tablu absolventů
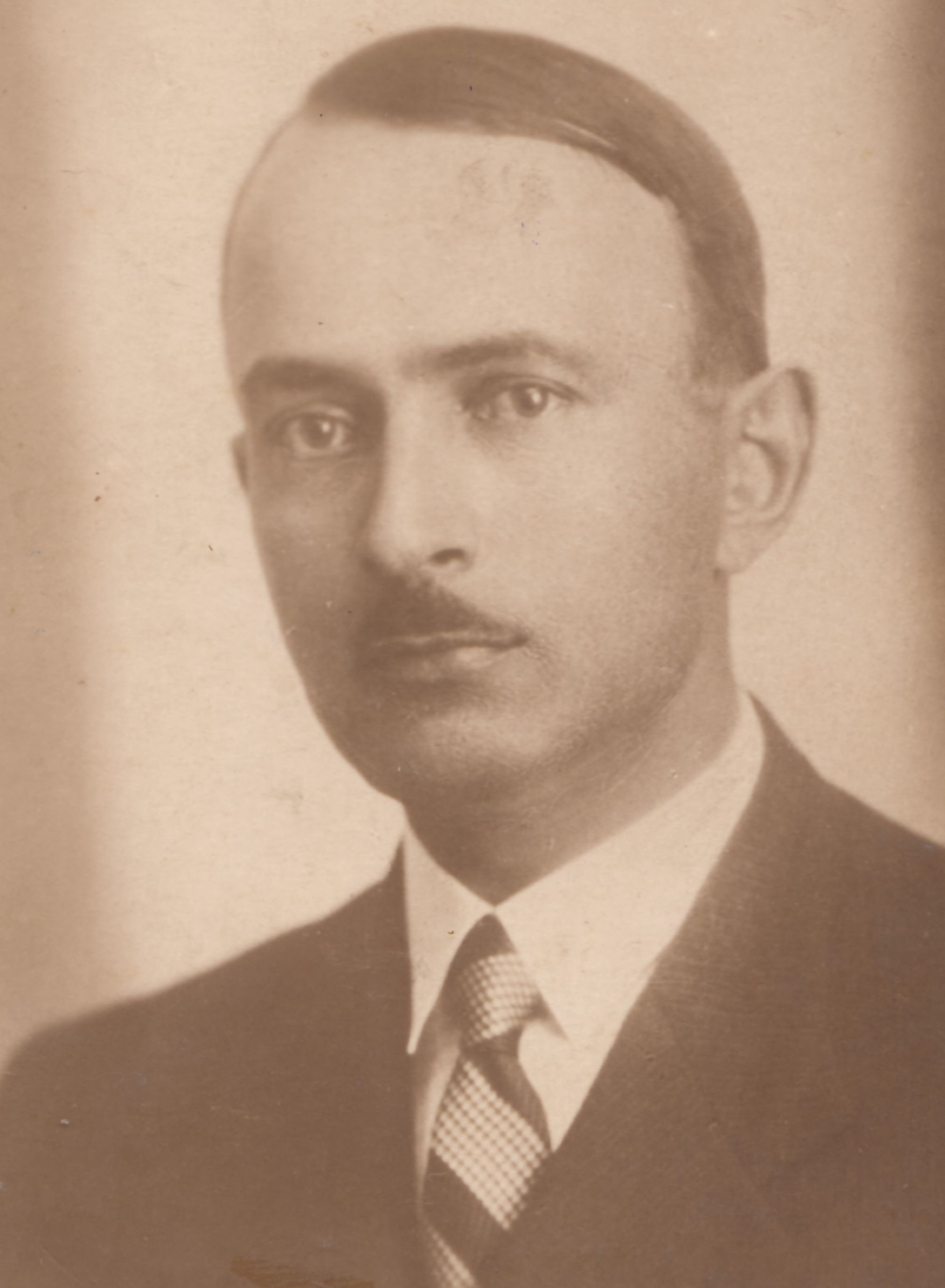
V civilu kolem roku 1930
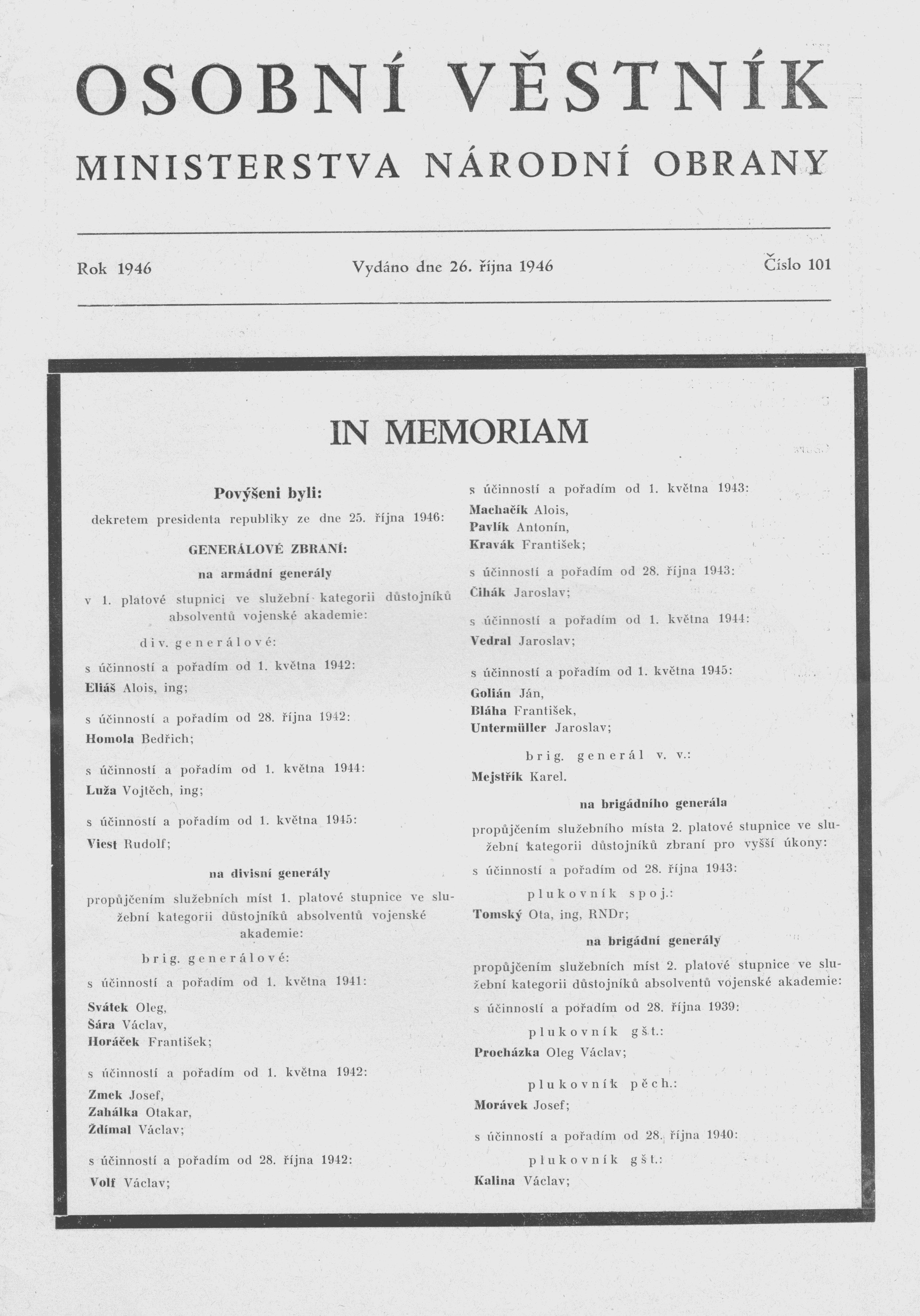
Osobní věstník MNO číslo 101 ze dne 26. října 1946 titulní strana - povýšení do hodnosti divizního generála